# Illuminati in de hedendaagse cultuur
Dit artikel beschrijft een aantal verwijzingen naar de zogenaamde Illuminati, de geheime orde gesticht door Adam Weishaupt, in de hedendaagse cultuur.

## Boeken en stripverhalen
The Illuminati! Trilogy is een sciencefictiontrilogie uit 1970 van Robert Shea en Robert Anton Wilson. Dit boek inspireerde een Duitse hacker in de jaren 1980 tot de schuilnaam "Hagbard Celine" (een personage uit het boek). Deze hacker brak in verscheidene Amerikaanse computersystemen in. Hij vond kort daarna de dood op een enigszins mysterieuze manier; volgens de Duitse politie was het zelfmoord. Clifford Stoll schreef hierover een boek vanuit het Amerikaanse perspectief met de titel Het Koekoeksei (1989). In Duitsland werd er een "fact-fiction" boek over geschreven dat op zijn beurt verfilmd werd. De titel van die film is 23 - Nichts ist so wie es scheint.
De Illuminati van Beieren worden genoemd in het boek De slinger van Foucault van Umberto Eco.
Daarnaast komen de Illuminati voor in de film Angels & Demons van Dan Brown.
De Illuminati (Marvel) is ook een fictief superheldenteam en -organisatie uit de strips van Marvel Comics. De groep werd gevormd na de Kree-Skrull-oorlog, en werkt altijd van achter de schermen. De oorlog vond plaats in Avengers #93-97 (1971–1972), maar het bestaan van de Illuminati werd pas bekendgemaakt in “New Avengers #7 (juli 2005). Deze strip werd geschreven door Brian Michael Bendis. De geschiedenis van het team werd onthuld in een speciale strip getiteld New Avengers: Illuminati (mei 2006).

## Televisie en film
- In de film Lara Croft: Tomb Raider, noemt een groep zichzelf Illuminati. Deze groep heeft het plan om de wereld te overheersen.
- In verschillende afleveringen van Walt Disney animatieserie Gargoyles is een van de hoofdpersonen, David Xanatos, onthuld als lid van de Illuminati.
- In Decoded van de History Channel wordt de Illuminati en haar hedendaags werkzaamheden besproken met auteur Mark Dice.
- Tijdens een uitzending van CNBC komt Jeffrey Saut (financieel expert) met een complottheorie waarin hij de Illuminati en Henry Paulson noemt als veroorzakers van de kredietcrisis.
- Tijdens de uitzending Mad Money op CNBC van Jim Cramer stelt hij dat de Illuminati niet zo erg is als men denkt. “You know what, the Bavarian Illuminati, the Trilateral Commission, Goldman Sachs, & The Queen of England are not all bad!”
- American Dad parodieert de Illuminati in de uitzending genaamd Black Mystery Month.
- In The SpongeBob Movie: Sponge Out of Water draagt de dolfijn Bubbles een ketting van de Illuminati en is (bijna) alles om hem heen een driehoek.
- In de televisieserie Gravity Falls is de grote vijand van de familie Pines Bill, en Bill is de Illuminatie.

## Games
- In Call of Duty, Deus Ex, Street Fighter wordt de Illuminati meerdere keren genoemd als geheim genootschap.
- In het kaartspel van Steve Jackson Games, genaamd Illuminati, wordt er gespeeld om over de wereld te heersen.
- In Grand Theft Auto V zijn er diverse verborgen spelelementen die verwijzen naar de Illuminati.

## Muziek
- Het muziekblad Rolling Stone (10 december 1998, editie nr. 801) beschrijft dat in de hedendaagse popcultuur de Illuminati tientallen keren genoemd wordt, zoals in Dr. Dre's Been There, Done That[1], Jay-Z's debuutalbum Reasonable Doubt[2] en Tupac Shakur's The Don Killuminati
- Volgens een aantal auteurs behoren ook Wolfgang Amadeus Mozart en Ludwig van Beethoven tot de Illuminati.
- Gamma Ray - Illuminati
- Jonathan Davis van de band Korn noemt Obama een Illuminati puppet.[3]
- Rapper Prodigy van het duo Mobb Deep spreekt in interviews met Alex Jones over de Illuminati[4]. Ook heeft hij nummers gemaakt tegen de Illuminati: een met de titel Illuminati[5] en de ander met de titel Power is people.
- Fatboy Slim - Illuminati[6]
- Joe Budden Ft. Pusha T & Styles P - Dessert For Thought[7] Begint met deze zin; Dark forces, get on the level Cause you might see an iced out cross on the Devil Illuminati and Masons, what are we facing?
- Eminem zegt in 2.0 boys met Royce Da 5'9" Illuminati is here[8]
- In We The People van Megadeth gaat het refrein; Screams from the future, warn of calamity the coming plagues of the new disease the illuminati, one world currency One world religion, one World everything[9]
- In Can't Give It Up van Bone Thugs-N-Harmony zegt Layzie Bone; I really don't wanna hurt nobody; just kill off Illuminati. Fuck the D-E-A and the F-B-I, I-R-S can kiss my ass[10]
- Far East Movement zegt in Turn up the Love met Cover Drive Super Frix; no Illuminati.
- Madonna zingt in Illuminati over de Illuminati.